# Ostașkov
Ostașkov ( rusă Оста́шков) este un oraș și centrul administrativ al districtului Ostakovsky din Regiunea Tver,Rusia,pe o peninsulă de pe țărmul sudic al lacului Seliger, la 199 kilometri (124 mi) vest de Tver, centrul administrativ al oblastului.În 2010, orașul avea o populație de 18.088 locuitori        

## Istoria

### Evoluția Timpurie
Insula Klichen a fost menționată pentru prima dată într-o scrisoare trimisă de Marele Duce Algirdas al Lituanianiei către Patriarhul ecumenic al Constantinopolului în 1371. După ce insula a fost jefuită de pirații din Novgorod câțiva ani mai târziu, doi dintre locuitorii supraviețuitori ai lui Klichen,Ostashko și Timofey, s-au mutat în continent, unde au fondat satele Ostashkovo și, respectiv, Timofeyevo. Primul a aparținut patriarhilor din Moscova, iar al doilea - la Mănăstirea Iosif-Volokolamsk .În 1770, ambele sate au fost fuzionate în orașul Ostașkov.     
Ostașkov este de obicei considerat ca unul dintre cele mai frumoase orașe provinciale ruse. Străzile sale principale au fost amenajate în stil neoclasic după planurile lui Ivan Starov (1772).Reperele locale includ Biserica Înălțării (1689), Catedrala Trinității (1697), Mănăstirea Semnului (1673, 1730, 1880) și Claustrul Zhitny de la mijlocul secolului XVIII. Există, de asemenea, o coloană fantezistă, ridicată de oamenii din Oșahkov în 1787, pentru a marca un loc unde se afla un fort din lemn (1587). Arhitectura plăcută a orașului și decorul atractiv al lacului se îmbină pentru a face din Ostașkov una dintre cele mai populare stațiuni din Rusia de Vest. 

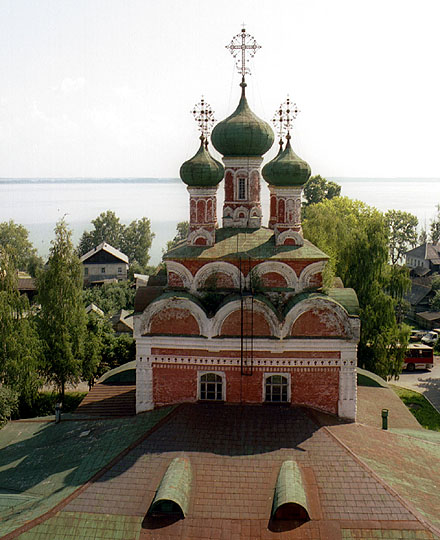
Catedrala ortodoxă din Ostașkov (1689),cu vedere la Lacul Seliger.

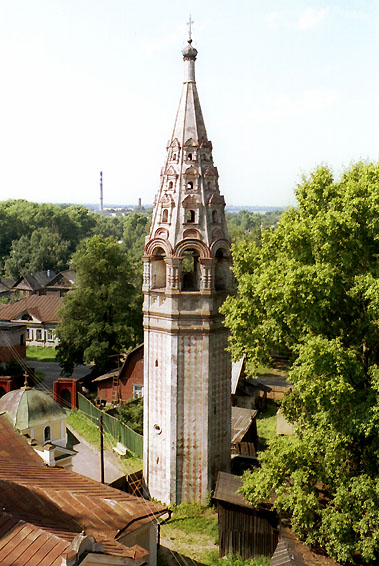
Clopotnița din secolul al XVII-lea a Catedralei Învierii din Ostaskov.

Bine-cunoscuta Mănăstire Nilov se află pe insula Stolobny,la aproximativ 10 kilometri (6,2 mi) la nord de Ostașkov. A fost locul unde se afla Tabăra Specială Ostashkov din NKVD și unde au fost ținuți aproximativ 6.300 de polițiști polonezi și prizonieri de război înainte de a fi executați în Tver.Aproximativ 4.300 dintre tovarășii lor,deținuți la Kozelsk,au fost executați în această perioadă în Oblastul Smolensk, în ceea ce este cunoscut acum ca masacrul de la Katyn. 
În 1772,Ostașkov a primit statutul de oraș și a fost înființat Ostashkovsky Uyezd din Novgorod Governorate, cu sediul în Ostashkov. În 1775, Viceroyalty-ul Tver a fost format din ținuturile care au aparținut anterior guvernărilor Moscovei și Novgorod, iar zona a fost transferată Viceroyalty-ului Tver, care în 1796 a fost transformat în Guvernatorul Tver . 
La 1 octombrie 1929 au fost desființate guvernamentele și uezdele și a fost înființat districtul Ostakovsky cu centrul administrativ în Ostașkov. A aparținut lui Velikiye Luki Okrug din Oblastul occidental .   La 1 august 1930 okrugurile au fost abolite, iar districtele au fost subordonate direct regiunii.În Ianuarie 29, 1935 Oblastul Kalinin a fost înființat, iar districtul Ostashkovsky a fost transferat în Regiunea Kalinin.   În februarie   1963, în timpul reformei administrative avortate de Nikita Hrușciov, districtele Kirovsky și Penovsky au fost contopite în districtul Ostakovski . 

### Al Doilea Război Mondial
În timpul celui de-al Doilea Război Mondial, Ostaskov nu a fost ocupat de trupele germane, dar până în 1943 a rămas în imediata apropiere a liniilor de front.  Flotila sovietică de pe lacul Seliger a fost implicată în evacuarea echipamentelor industriale Leningrad și Kalinin, livrări militare, răniți și refugiați. 
În perioada 1939-1941,în primii ani ai celui de-al doilea război mondial, mănăstirea de pe insula Stolobny, la aproximativ 10 km (6,2 km) la nord de Ostașkov, a fost un lagăr de prizonieri de război al serviciului secret rus NKVD, care deținea aproximativ 7.000 de polonezi care au fost prinși de Uniunea Sovietică ca urmare a Pactului Molotov – Ribbentrop .Între 3 și 19 aprilie 1940, 6.311 ofițeri polonezi din tabăra POW au fost executați prin împușcare ca parte a Masacrului de la Katyn și înmormântați în apropiere de Mednoye . 
La 25 septembrie 1941, linia frontală s-a apropiat de oraș, iar autoritățile locale au ordonat evacuarea tuturor echipamentelor industriale de la Ostaskov la Bely Gorodok . Au rămas doar flotilele care încă mai erau implicate în evacuarea orașului. 
*Barje și nave au fost în permanență bombardate de Luftwaffe . La 7 octombrie 1941, colonelul Belov a ordonat evacuarea flotilei și atelierele către Kalinin, dar după ce frontul de lângă Rzhev s-a prăbușit,flotilla s-a întors de la Selizharovo în Lacul Seliger și s-a mutat în Râul Krapivnya.După ce germanii au intrat în satul Selizharovo,toate barcile au fost dispersate de-a lungul râului și acoperite de copaci și tufișuri.Echipajele erau gata să-și distrugă barcile cu explozibili. 
Cu toate acestea,germanii nu au reușit să captureze  Ostașkovul,iar linia frontală s-a stabilizat. Datorită ocupației germane a Kalininului,singura cale de a furniza trupele de lângă Ostașkov a fost calea navigabilă a lacului Seliger. Comandamentul sovietic de flotilă a lacului s-a confruntat cu bombardamente germane în condiții dure de iarnă când bărcile erau blocate de gheață. În primăvara anului 1942, flotila s-a confruntat cu amenințarea de a fi strivită de gheață și spălată de inundații. Cu toate acestea, toate bărcile au supraviețuit primăverii și au devenit gata pentru navigația din 1942. Pe măsură ce țărmul lacului nordic a fost ocupat, toate căile navigabile din nord au fost acoperite de artilerie germană. Noile căi navigabile de peste lacurile Khrestnoye, Seremo și Glubokoye, care nu au fost considerate navigabile mai devreme, au fost folosite pentru evacuarea răniților și transportul materialelor militare. În timpul raidurilor aeriene germane s-au ascuns vapoare și barje în apropierea insulelor. Țărmurile de lemn au servit și ca adăpost pentru nave. 
Atelierul Ostashkov, care a rămas în oraș, a reparat corăbii deteriorate. Pe măsură ce tanarul Ostashkov a fost evacuat în Kazahstan, singurele industrii au rămas în oraș au fost: atelierul, centrala electrică, panificația mecanizată și moara. Toți aceștia au fost extrași în caz de prinderea lor de către germani. Centrala era operată de mai mulți muncitori și a fost adesea bombardată de Luftwaffe. De asemenea, a lipsit combustibilul, iar lucrătorii centralei au trebuit să dezasambleze clădirile din lemn din teritoriul centralei și să le folosească drept combustibil. 
În oraș erau 63 de spitale. Toate erau alimentate de la centrala locală.Unele dintre ele au fost bombardate de aviația germană.Toate clădirile fabricilor evacuate au fost folosite ca depozite militare.Mâncarea și aprovizionarea militară au fost transportate la liniile frontale cu barje și căi ferate cu ecartament îngust. 
Linia de front era într-o zonă mlăștinoasă și din lemn. Ambele părți au construit multe tranșee,cutii de pilule și infrastructură.În vara anului 1942, cea mai mare parte a zonei Ostașkov a fost eliberată de ocupația germană, iar linia de front a fost îndepărtată departe de oraș. 
În Ianuarie 1943, majoritatea industriilor evacuate au fost readuse în oraș.Fabrică de pește, uzină de prelucrare a lemnului, brutărie mecanizată,uzina,tipografia,tăbăcăria și atelierele de reparare a navelor au funcționat în Ostașkov. 

### Perioada de după război
La 12 ianuarie 1965,districtul Selizharovsky (care a ocupat aceeași zonă ca și districtul Kirovsky), iar la 27 decembrie 1973 a fost reînființat districtul Penovsky. În 1990, Oblastul Kalinin a fost redenumit Oblastul Tver. 
În prezent,orașul este popular printre turiștii din Moscova și Sankt Petersburg ca stațiune din apropierea lacului Seliger.Forumul educațional desfășurat din 2005 pe malul lacului, în apropiere de Ostașkov. 
Lacul atrage,de asemenea, mii de campioni din toate orașele apropiate.Ostașkov în sine atrage și turiștii, deoarece conține o mulțime de monumente de patrimoniu cultural. 

## Statusul administrativ și municipal
În cadrul diviziunilor administrative, Ostaskov servește ca centru administrativ al districtului Ostakovsky. Fiind o diviziune administrativă, aceasta este încorporată în Raionul Oșkovkov ca Așezământ urban Ostașkov .  În calitate de diviziune municipală,această unitate administrativă are și statut de așezământ urban și face parte din districtul municipal Ostashkovsky. 

## Economia

### Industria
Principala întreprindere industrială din Raionul Oșkovkov este Fabrica de Piele Ostashkov.În plus, sunt prezente întreprinderi din industria lemnului, textilă și alimentară. 

### Transportul

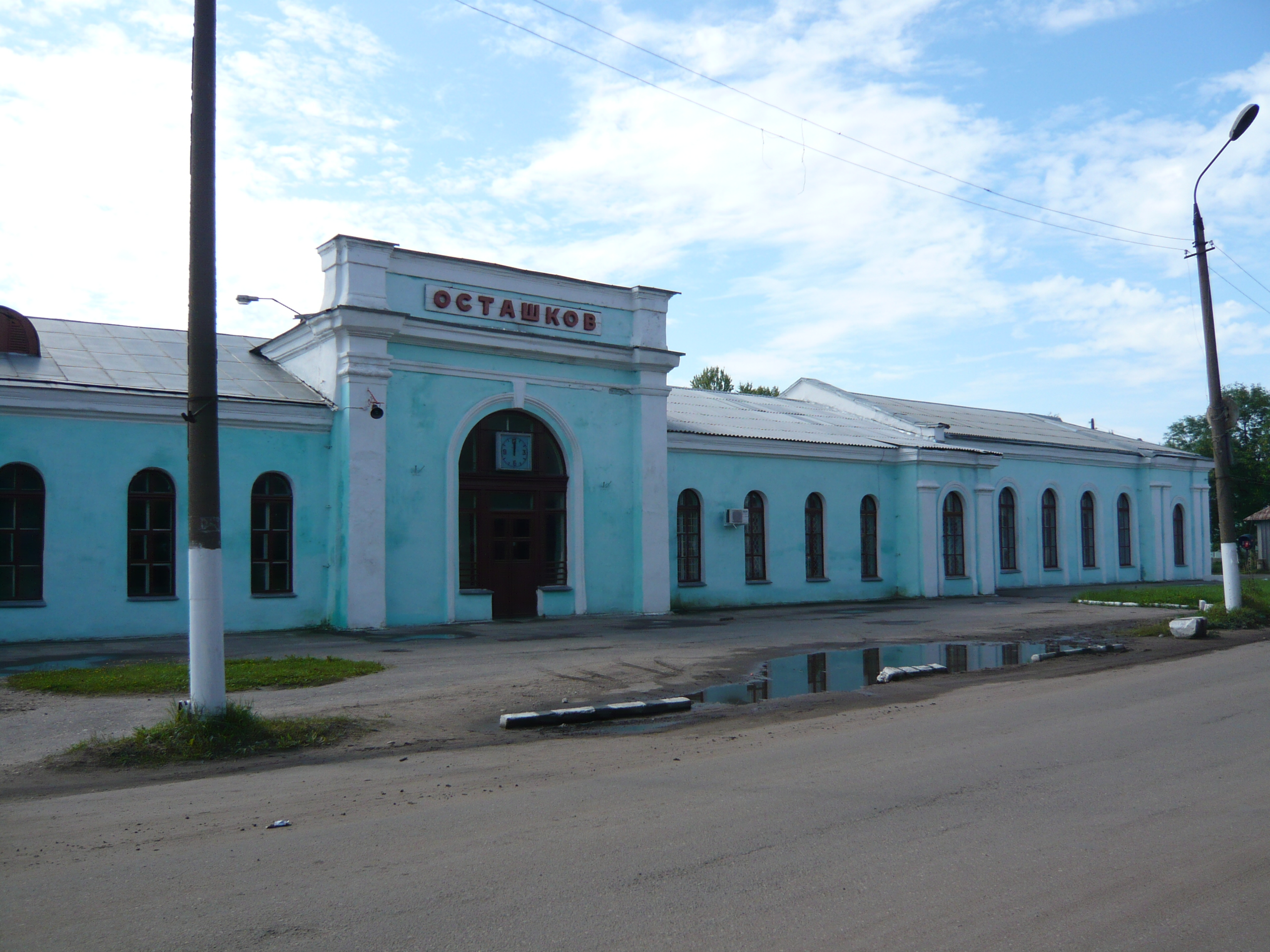
Gara Ostașkov

Calea ferată care face legătura între Bologoye și Velikiye Luki trece prin Ostașkov. Există trenuri suburbane zilnice către Bologoye și Velikiye Luki (cu excepția luni și miercuri).Există, de asemenea, trenuri din suburbie care merg către Kuvshinovo de două ori pe săptămână (luni și vineri).Există trenuri rare la Sankt Petersburg și Moscova,mai ales în sezonul turistic de vară. 
Ostașkov este conectat rutier cu Torzhok prin Kuvshinovo . Acest drum are acces la autostrada M10, care face legătura între Moscova și Sankt Petersburg. Ostashkov este conectat în continuare cu Staritsa prin Selizharovo, cu Andreapol via Peno și cu Demyansk și Maryovo . Există,de asemenea, drumuri locale, cu trafic de autobuze originare din Ostașkov. 

## Cultura și recreerea
Ostașkov conține 125 de monumente de patrimoniu cultural cu semnificație federală și, în plus,118 obiecte clasificate ca moștenire culturală și istorică cu semnificație locală. În esență, întregul centru al Oștakovului este format din clădiri listate. [16] 
Muzeul Raionului Ostașkovsky a fost fondat în 1889 și se află în Ostașkov. Are afișaje despre istoria și etnografia locală. 

## Orașe înfrățite
Ostașkov este înfrățit cu: 
- Maardu, Estonia

## Linkuri externe
- Site-ul neoficial al lui Ostashkov
- Harta Lacului Seliger
- Towns.ru. Ostashkov
- Fotografii cu Ostashkov în 1910 și 2003